# Andry Mobile Home Park
Andry Mobile Home Park es un área no incorporada ubicada en el condado de San Mateo en el estado estadounidense de California.

## Geografía
Andry Mobile Home Park se encuentra ubicada en las coordenadas 37°40′58″N 122°23′52″O / 37.68278, -122.39778.